# Nárameč
Nárameč település Csehországban, a Třebíči járásban. Nárameč Valdíkov, Budišov, Hodov, Rudíkov és Trnava településekkel határos. Lakosainak száma 348 fő (2024. január 1.).

## Népesség
A település lakosságának változását az alábbi diagram mutatja:
| Lakosok száma | 407  | 447  | 453  | 410  | 390  | 335  | 350  | 347  | 340  | 348  |
|               | 1869 | 1900 | 1921 | 1961 | 1980 | 2011 | 2016 | 2019 | 2021 | 2024 |